# Damernas 1 500 meter i hastighetsåkning på skridskor vid olympiska vinterspelen 1980
Damernas 1 500 meter i skridskor vid de olympiska vinterspelen 1980 avgjordes den 14 februari 1980, på James B. Sheffield Olympic Skating Rink. Loppet vanns av Annie Borckink från Nederländerna.
31 deltagare från 14 nationer deltog i tävlingen.

## Rekord
Gällande världsrekord och olympiska rekord före Vinter-OS 1980:
| Världsrekord     | Khalida Vorobjeva (URS)  | 2:07,18 | Alma Ata, Kazakiska SSR, Sovjetunionen | 10 april 1978   |
| Olympiskt rekord | Galina Stepanskaja (URS) | 2:16,58 | Innsbruck, Österrike                   | 5 februari 1976 |

Följande nya världsrekord och olympiska rekord blev satta under tävlingen:
| Datum       | Idrottare      | Nation        | Tid     | OR | VR |
| ----------- | -------------- | ------------- | ------- | -- | -- |
| 14 februari | Beth Heiden    | USA           | 2:13,10 | OR |    |
| 14 februari | Ria Visser     | Nederländerna | 2:12,35 | OR |    |
| 14 februari | Annie Borckink | Nederländerna | 2:10,95 | OR |    |

## Medaljörer
| Gren        | Guld                         | Guld         | Silver                   | Silver  | Brons                     | Brons   |
| 1 500 meter | Annie Borckink Nederländerna | 2:10,95 (OR) | Ria Visser Nederländerna | 2:12,35 | Sabine Becker Östtyskland | 2:12,38 |

## Resultat
| Placering | Idrottare               | Nation         | Tid     | Tid bakom | Noteringar      |
| --------- | ----------------------- | -------------- | ------- | --------- | --------------- |
| 1         | Annie Borckink          | Nederländerna  | 2:10,95 | –         | (OR)            |
| 2         | Ria Visser              | Nederländerna  | 2:12,35 | +1,40     |                 |
| 3         | Sabine Becker           | Östtyskland    | 2:12,38 | +1,43     |                 |
| 4         | Bjørg Eva Jensen        | Norge          | 2:12,59 | +1,64     |                 |
| 5         | Sylvia Filipsson        | Sverige        | 2:12,84 | +1,89     |                 |
| 6         | Andrea Mitscherlich     | Östtyskland    | 2:13,05 | +2,10     |                 |
| 7         | Beth Heiden             | USA            | 2:13,10 | +2,15     |                 |
| 8         | Natalja Petrusjova      | Sovjetunionen  | 2:14,15 | +3,20     |                 |
| 9         | Sylvia Albrecht         | Östtyskland    | 2:14,27 | +3,32     |                 |
| 10        | Sylvia Burka            | Kanada         | 2:14,65 | +3,70     |                 |
| 11        | Brenda Webster          | Kanada         | 2:14,73 | +3,78     |                 |
| 12        | Mary Docter             | USA            | 2:14,74 | +3,79     |                 |
| 13        | Sarah Docter            | USA            | 2:15,11 | +4,16     |                 |
| 14        | Lisbeth Korsmo          | Norge          | 2:15,63 | +4,68     |                 |
| 15        | Stitje van der Lende    | Nederländerna  | 2:16,05 | +5,10     |                 |
| 16        | Kathy Vogt              | Kanada         | 2:16,09 | +5,14     |                 |
| 17        | Erwina Ryś-Ferens       | Polen          | 2:16,29 | +5,34     |                 |
| 18        | Tatiana Averina         | Sovjetunionen  | 2:16,32 | +5,37     |                 |
| 18        | Vera Bryndzej           | Sovjetunionen  | 2:16,32 | +5,37     |                 |
| 20        | Annette Carlén-Karlsson | Sverige        | 2:17,31 | +6,36     |                 |
| 21        | Anneli Repola           | Finland        | 2:17,81 | +6,86     |                 |
| 22        | Sigrid Smuda            | Västtyskland   | 2:18,86 | +7,91     |                 |
| 23        | Yuko Ota                | Japan          | 2:19,41 | +8,46     |                 |
| 24        | Miyoshi Kato            | Japan          | 2:19,80 | +8,85     |                 |
| 25        | Kim Yeong-Hui           | Sydkorea       | 2:20,23 | +9,28     |                 |
| 26        | Lee Seong-Ae            | Sydkorea       | 2:20,67 | +9,72     |                 |
| 27        | Kong Meiyu              | Kina           | 2:22,48 | +11,53    |                 |
| 28        | Mandy Horsepool         | Storbritannien | 2:23,05 | +12,10    |                 |
| 29        | Chen Shuhua             | Kina           | 2:29,48 | +18,53    |                 |
| 30        | Shen Guoqin             | Kina           | 2:41,99 | +31,10    |                 |
| -         | Kim Ferran              | Storbritannien | –       | –         | Diskvalificerad |